# Чоу, Рэймонд
Рэ́ймонд Чо́у (кит. трад. 鄒文懐, упр. 邹文怀, пиньинь Zōu Wénhuái, палл. Цзоу Вэньхуай; 8 октября 1927 — 2 ноября 2018) — гонконгский кинопродюсер, основатель кинокомпании «Golden Harvest». (совместно с Леонардом Хо). Спродюсировал более 600 фильмов.

## Биография
Рэймонд Чоу родился 8 октября 1927 года в Гонконге, а туда его предки попали из уезда Дабу провинции Гуандун. Окончил университет в Шанхае. Трудовую деятельность начал в качестве журналиста. Работал в «United Press», «New York Times» и «Voice of America».
Затем перешёл в кинематограф. В кинематографе работал публицистом на «Shaw Brothers Studios». Неудовлетворённый качеством производимых студией фильмов, он был переведён на должность продюсера. Уйдя с «Shaw Brothers Studios», в 1970 году совместно с Леонардом Хо основывал собственную кинокомпанию «Golden Harvest», которая занимается производством фильмов разных жанров от комедий и боевиков до арт-хаусного кино и их прокатом.
В 1971 году познакомился с Брюсом Ли, с которым заключил контракт на производство трёх фильмов. Один из фильмов, «Выход дракона», заработал в прокате около 40 миллионов долларов.
В 1979 году познакомился с Джеки Чаном. В 1998 году спродюсировал фильм «Час Пик» с Джеки Чаном в главной роли, который принёс Чану успех в Голливуде.
Умер 2 ноября 2018 года в Гонконге.

## Значимость
Раймонда Чоу называют «крестным отцом гонконгского кинематографа». Именно ему принадлежит решающая заслуга в открытии миру талантов Брюса Ли, Джеки Чана и многих других гонконгских мастеров боевых искусств. Он внёс огромный вклад в формирование жанра фильмов с боевыми искусствами в современном его виде. По мнению критиков, главным достижением Чоу является экспорт фильмов о боевых искусствах на Запад.